# Ritratto di monsignor Giovanni Battista Agucchi
Il Ritratto di monsignor Giovanni Battista Agucchi è un dipinto attribuito ad Annibale Carracci. L'opera è stata lungamente assegnata al Domenichino che alcuni studiosi continuano a ritenerne l'autore.

## Storia del dipinto

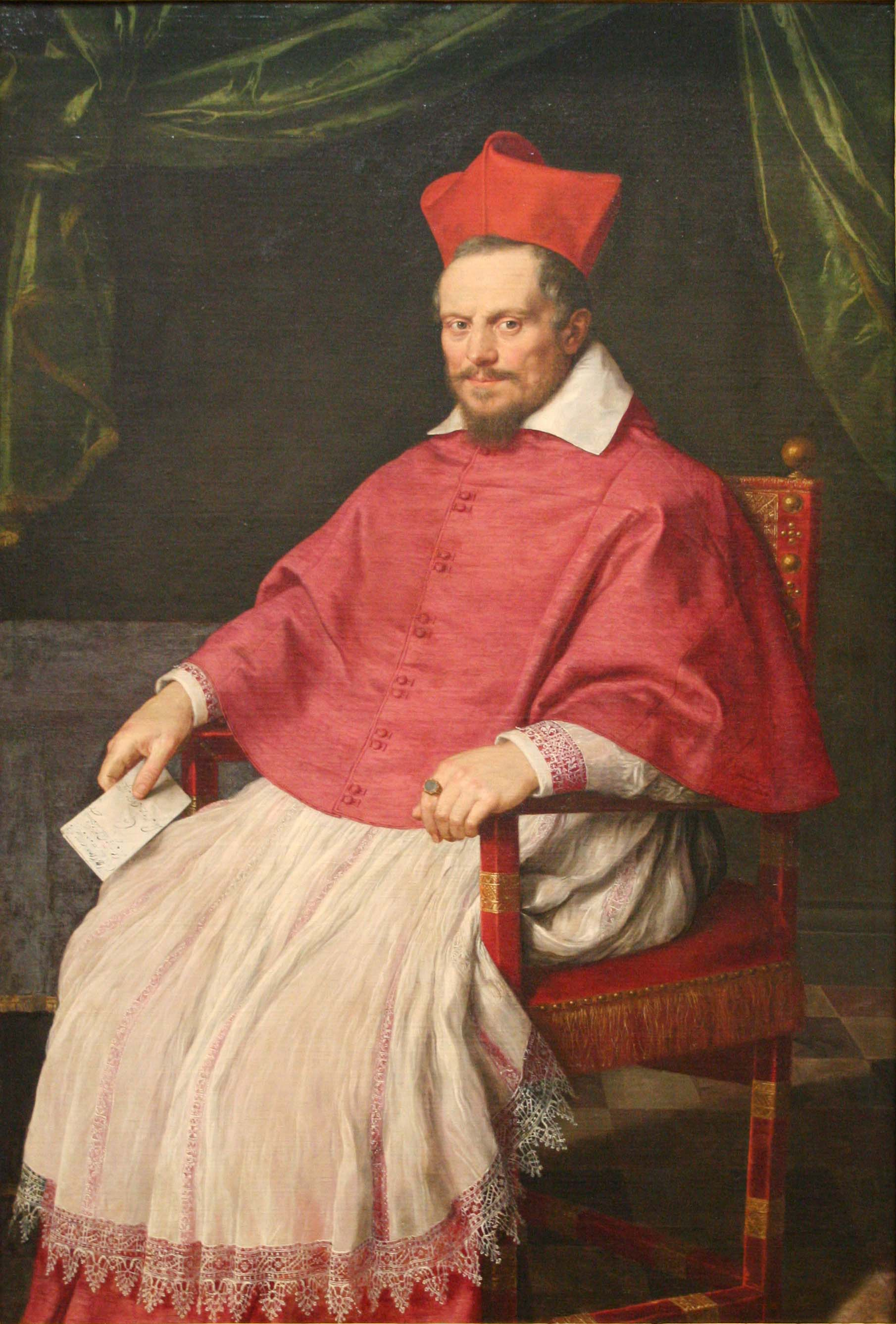
Domenichino, Ritratto del cardinale Jean de Bonsi, 1616, Montpellier, Museo Fabre

Il dipinto raffigura il prelato bolognese Giovanni Battista Agucchi, fratello del cardinale Girolamo Agucchi.
Giovanni Battista Agucchi fu lungamente al servizio di Pietro Aldobrandini e concluse la sua carriera ecclesiastica come nunzio apostolico a Venezia. Fu amico e grande sostenitore di Annibale Carracci e scrisse un trattato sulla pittura (giuntoci solo in parte) che fu tra le fonti di maggior influsso sulla letteratura artistica del Seicento ed in particolare sulle Vite del Bellori.
Il ritratto è indirettamente descritto dal Malvasia (nella Felsina Pittrice, 1678) nell'elenco delle incisioni tratte dai dipinti di Annibale Carracci. Il trattatista bolognese, infatti, dà conto che il ritratto riprodotto nell'incisione cui si riferisce raffigurava: «Monsignor Agucchi che in zimarra tenendo una lettera con ambe le mani guarda a noi spettatori».
Contrariamente alla testimonianza del Malvasia, altre fonti seicentesche ascrivono il dipinto al Domenichino, cui in effetti sin dall'Ottocento questo ritratto è stato attribuito in termini sostanzialmente unanimi.
Nel 1994 la studiosa Silvia Ginzburg, ripartendo dalla traccia indicata dal Malvasia, giungeva, sia su basi documentali che stilistiche, alla conclusione che il ritratto dell'Agucchi è frutto del pennello di Annibale.
La tesi della studiosa ha ottenuto rilevanti consensi tra gli esperti del ramo (quali Denis Mahon, Daniele Benati e più recentemente Tomaso Montanari). Nella National Gallery (ove il dipinto è stato in prestito dal Museo di York) il ritratto dell'Agucchi è stato presentato come opera di Annibale Carracci.
Altri studi però (essenzialmente sulla base di ulteriori scoperte archivistiche) continuano a confermare la tradizionale attribuzione al Domenichino.
Al di là della complessa vicenda documentale relativa al dipinto (probabilmente non ancora del tutto chiarita e resa ancor più intricata dalla quasi sicura esistenza di una copia del ritratto di Giovan Battista Agucchi, di talché non è chiaro se alcuni documenti si riferiscano all'opera di York o alla copia oggi non identificata), il riferimento del dipinto ad Annibale si fonda sia sulla altissima qualità che lo caratterizza – superiore, secondo questa prospettazione, alle pur rimarchevoli capacità di ritrattista dello Zampieri – sia sul tono intimo del ritratto, ritenuto coerente al rapporto di amicizia tra Annibale e l'Agucchi.
Quanto al primo aspetto, in particolare, si evidenzia che il ritratto di York mostra una fluidità del tratto e una resa dell'interiorità spirituale dell'effigiato che – secondo questa chiave critica – non si confanno ad una certa convenzionalità della ritrattistica del Domenichino, di cui un buon esempio può essere colto nel ritratto del cardinale Jean de Bonsi.
È stato pure notato che la consolidata individuazione dell'autore dell'opera nel Domenichino, riporta una datazione della tela intorno al 1621. In quel momento Agucchi aveva circa cinquant'anni, mentre i sostenitori della paternità carraccesca ritengono che il soggetto raffigurato nel dipinto sia molto più giovane. Si tratterebbe di un ulteriore elemento che militerebbe a favore dell'assegnazione dell'opera ad Annibale, con una datazione al 1602-1604.
Il ritratto dell'Agucchi, se si accetta la nuova ipotesi attributiva, è l'unico ritratto noto collocabile nel periodo romano della biografia di Annibale Carracci.

## Descrizione e stile

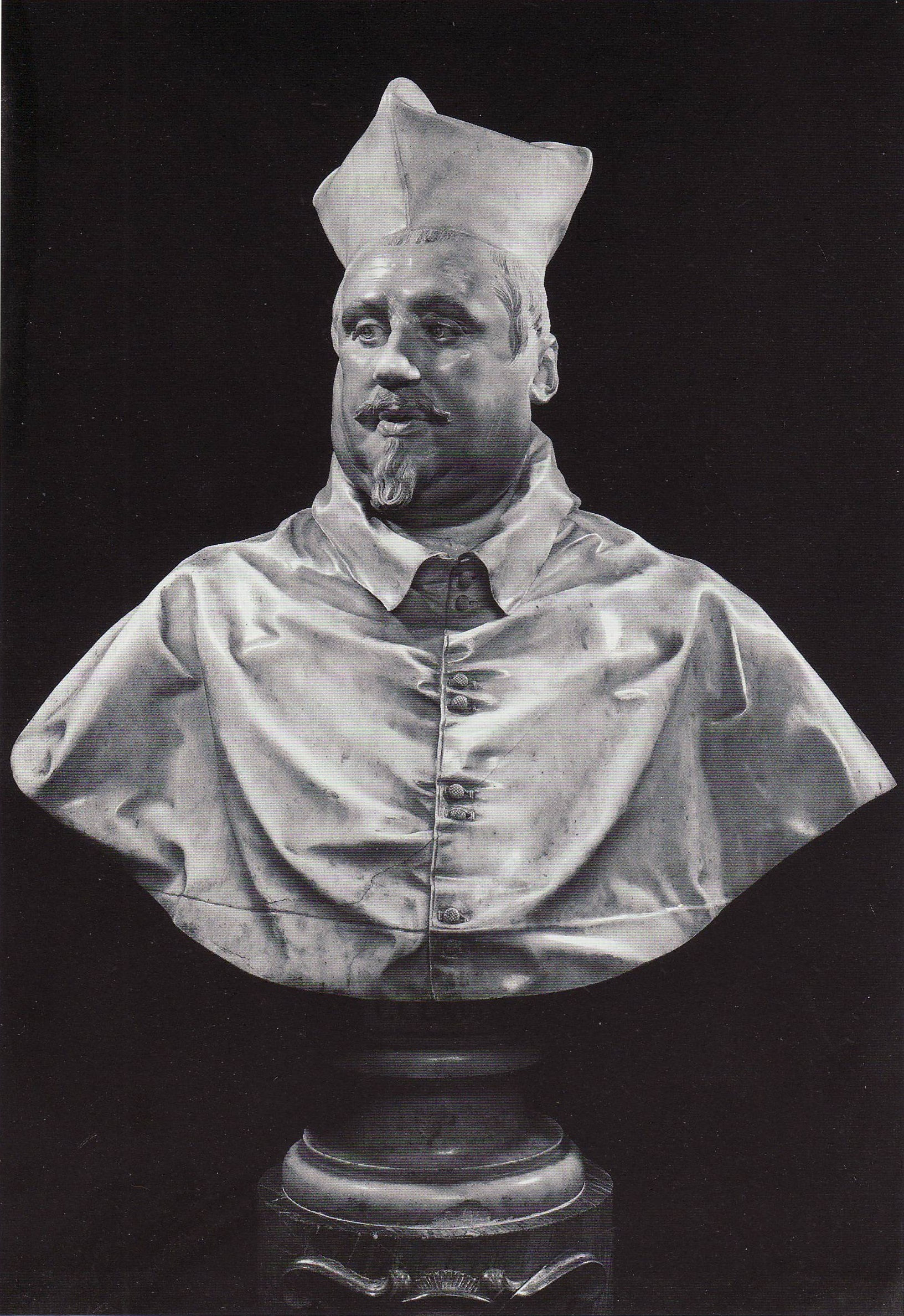
Gian Lorenzo Bernini, Busto di Scipione Borghese, 1632, Roma, Galleria Borghese

Già definito come uno dei «più brillanti ritratti informali dipinti nel Seicento», il ritratto di monsignor Agucchi è stato recentemente indicato come una delle pietre miliari della ritrattistica barocca.
Lo storico dell'arte Tomaso Montanari, infatti, (che ritiene il dipinto di Annibale) individua nel ritratto di Agucchi uno dei primi esempi di ritratto parlante, cioè quel tipo di ritratto, tipicamente barocco, in cui l'effigiato si pone in relazione diretta e personale con l'osservatore, al punto che sembra stia quasi per rivolgergli la parola.
Eccelse in questo approccio al ritratto Gian Lorenzo Bernini con i suoi busti in marmo, tra i quali quello di Scipione Borghese è uno degli esempi più significativi.
Per il Montanari, che sottolinea la documentata ammirazione per il maestro bolognese e la frequentazione del suo entourage da parte del giovane Bernini, tra il ritratto dell'Agucchi e la ritrattistica berniniana esisterebbe un filo conduttore che si è cercato di evidenziare nella mostra "I marmi vivi. Bernini e la nascita del ritratto barocco", tenutasi a Firenze (Museo nazionale del Bargello) nel 2009.
Mostra nella quale il ritratto del prelato bolognese è stato presentato come opera di apertura del percorso espositivo, rimarcandone il valore inaugurale di un nuovo corso della ritrattistica italiana.
È stato notato, infine, che le parole con le quali Bellori, nella vita di Antoon van Dyck, descrive il Ritratto del cardinale Guido Bentivoglio sono quanto mai simili a quelle usate dal Malvasia a proposito del ritratto di monsignor Agucchi. 

## Galleria d'immagini

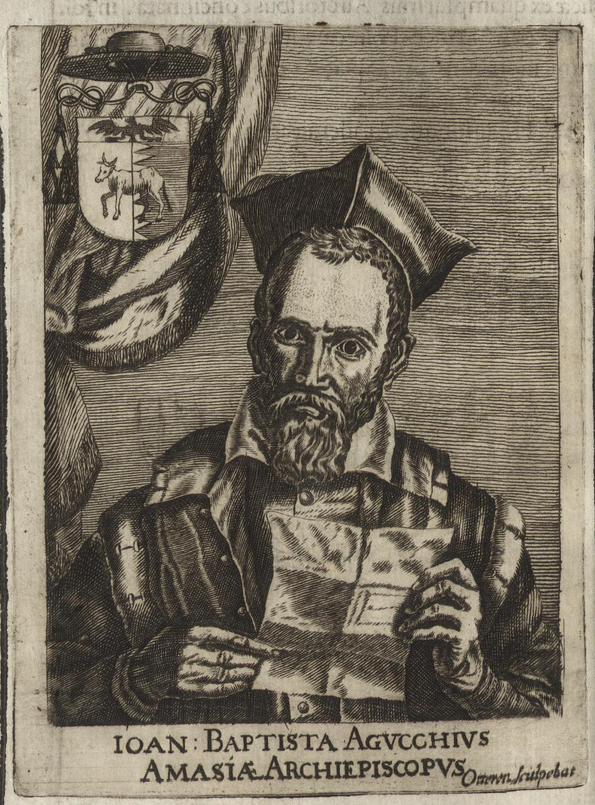
L'incisione citata dal Malvasia, inserita nel volume Memorie imprese, e ritratti de' signori Accademici Gelati di Bologna, 1672
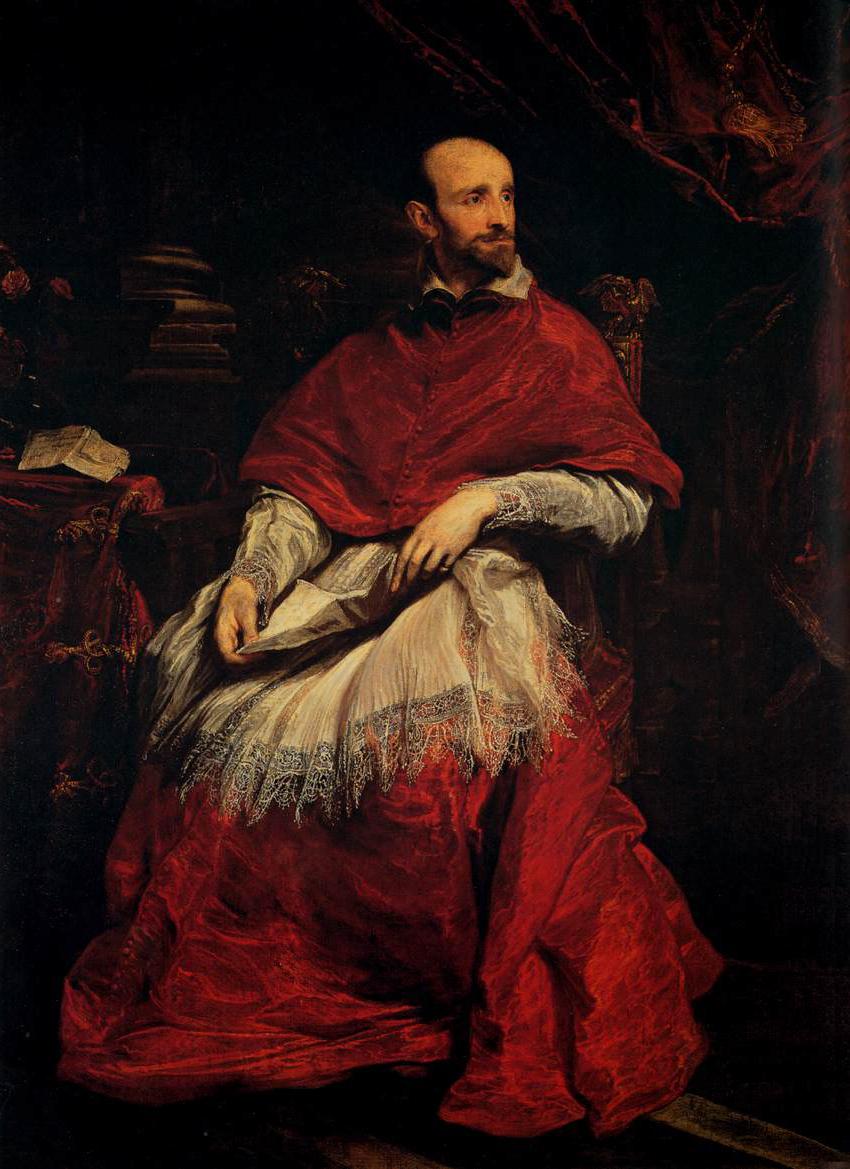
Antoon van Dyck, Ritratto del cardinale Guido Bentivoglio, 1623, Firenze, Galleria Palatina